# エルンスト・オットー・フィッシャー

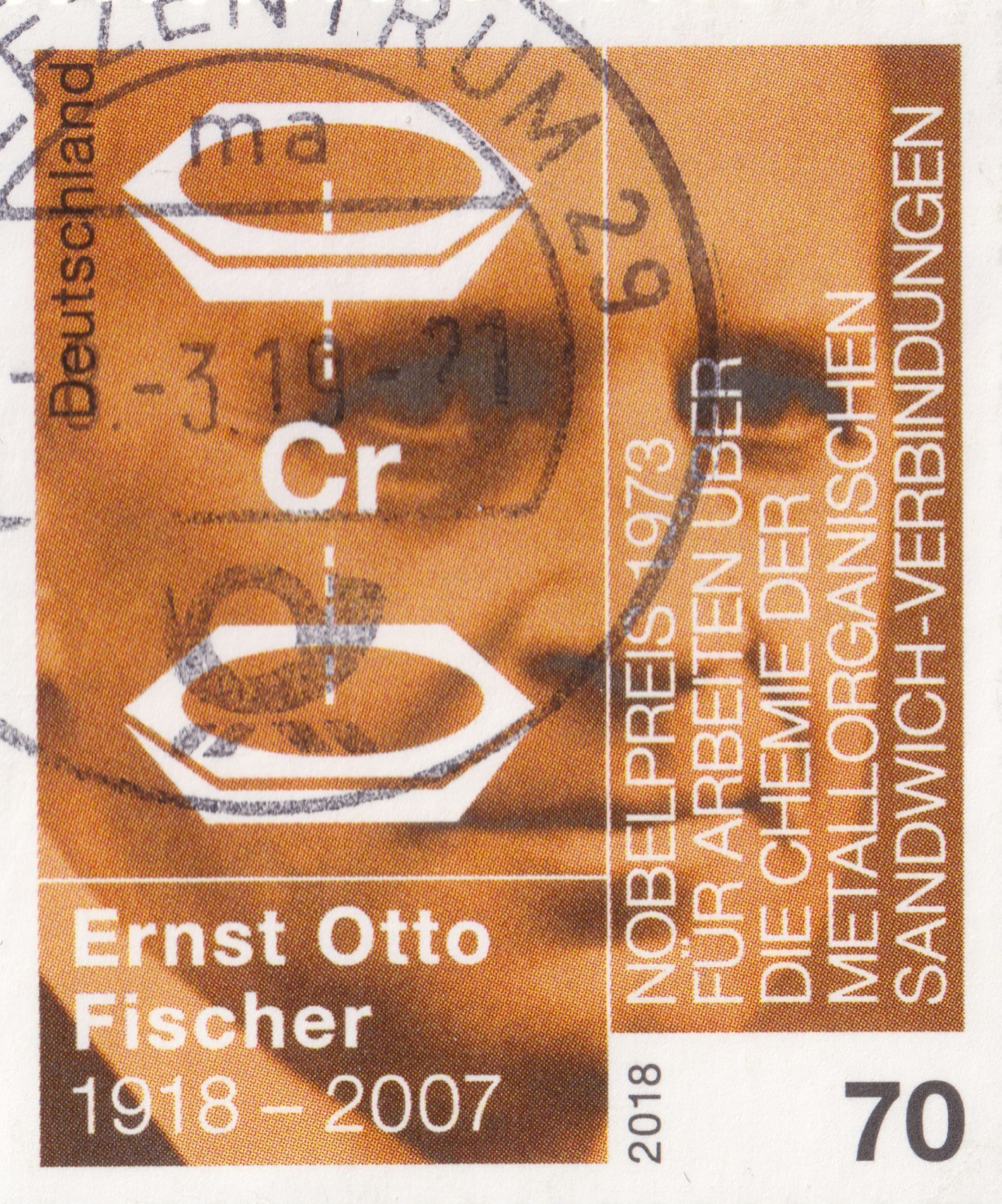
エルンスト・オットー・フィッシャー

エルンスト・オットー・フィッシャー（Ernst Otto Fischer, 1918年11月10日 - 2007年7月23日）はドイツの化学者。

## 生涯
ミュンヘンに近いバイエルン州ゾルン (Solln) に生まれる。父はミュンヘン工科大学の物理学教授カール・フィッシャー (Karl T. Fischer)、母はヴァレンティーネ (Valentine) である。1937年にアビトゥーアに合格した。2年間の徴兵期間を終える前に第二次世界大戦が起こり、ポーランド、フランス、ロシアに出征した。1941年の終わりごろ受けた学業休暇の間、ミュンヘン工科大学で学び始めた。戦争が終わると1945年の秋にアメリカ軍に釈放され、大学に復帰し1949年に卒業した。
無機化学科の教授ヴァルター・ヒーバー (Walter Hieber) の助手となり、学位論文「亜ジチオン酸塩およびスルホキシル酸塩存在下での一酸化炭素とニッケル(II) 塩の反応機構」を作成した。1952年に博士号を取得し、遷移金属と有機金属化学の研究を続け、教授資格審査論文「シクロペンタジエンとインデンの金属錯体」を書いた。1955年にミュンヘン工科大学の講師に着任し、1957年にミュンヘン大学の准教授に昇進、1959年には教授となった。
1964年にミュンヘン工科大学無機化学科の学科長に就任し、同年バイエルン科学アカデミー数学・自然科学部門の一員に選ばれた。1969年にドイツ自然科学アカデミー・レオポルディーナ (Leopoldina) のメンバーに任じられ、1972年にはミュンヘン大学の化学・薬学部から名誉博士号を与えられた。
シクロペンタジエンとインデンの金属錯体、6員環芳香族の金属 π 錯体、および今日ではフィッシャーカルベンと呼ばれるモノ、ジ、オリゴオレフィンと金属カルボニルのカルベン錯体、カルビン錯体についての講演をアメリカなど多くの国々で行った。1969年にウィスコンシン大学のファイアストーンレクチャラー、1971年にフロリダ大学の客員教授、1973年にマサチューセッツ工科大学のアーサー・D・リトル客員教授となった。
多くの賞を受け、1973年にジェフリー・ウィルキンソンと共に有機金属の研究における功績でノーベル化学賞を受賞した。1974年センテナリー賞受賞。
2007年、ミュンヘンで死去。